# Ceratandra grandiflora
Ceratandra grandiflora är en orkidéart som beskrevs av John Lindley. Ceratandra grandiflora ingår i släktet Ceratandra och familjen orkidéer. Inga underarter finns listade i Catalogue of Life.